# بیمارستان ماونت ساینای (تورنتو)

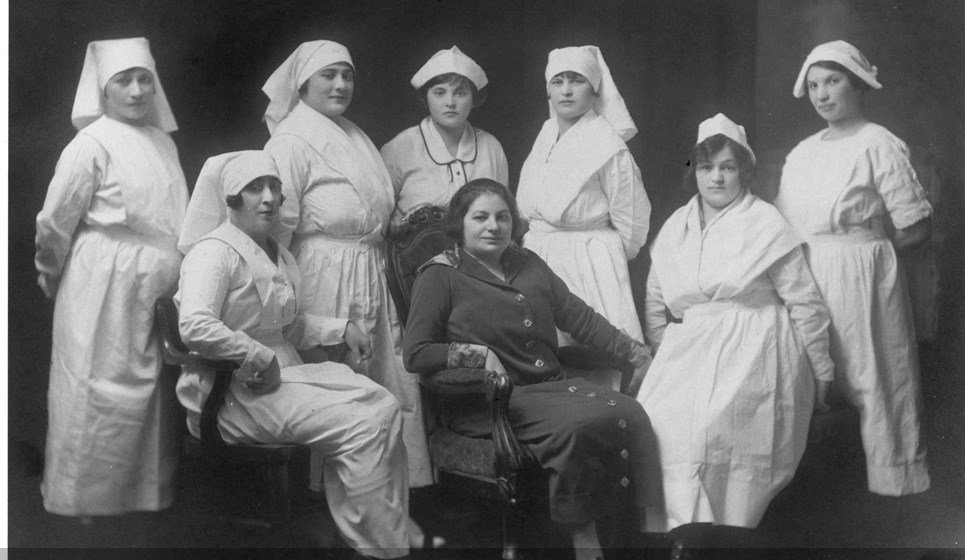
دوروتی دورکین (نشسته در وسط) به همراه بانوان بهیار بیمارستان در تورنتو، حوالی سال ۱۹۲۳ میلادی. دوروتی دورکین ماما وپرستاری بود که برای برپایی این بیمارستان، سرمایه جمع‌آوری کرد و خودش نخستین رئیس آن شد که در آن هنگام «زایشگاه کلیمی» نام داشت.

بیمارستان ماونت ساینای (انگلیسی: Mount Sinai Hospital) یا به اختصار MSH، یک بیمارستان در شهر تورنتو کانادا و بیمارستان اصلی شبکه سلامت ساینای است. این بیمارستان با استفاده از چند تونل و پل، به بیمارستان‌های مجاور خود همچون مؤسسه توانبخشی تورنتو و مرکز سرطان شاهدخت مارگارت متصل است. سرمایهٔ این بیمارستان در سال ۲۰۰۵ در حدود ۵۲۰ میلیون دلار برآورد شده بود.
این بیمارستان از سال ۱۹۲۳ با نام‌های دیگری در تورنتو وجود داشت و در سال ۱۹۵۳ به محلِ فعلی‌اش نقل مکان کرده‌است. در سالِ مالیِ ۲۰۱۳–۲۰۱۲ میلادی، این بیمارستان ۱۲۸٬۷۱۴ بیمار بستری داشت و ۷۰۰۰ نوزاد در آن به‌دنیا آمد و در حدود ۲۰٬۰۰۰ جراحی در آن انجام شد. در این بیمارستان بیش از ۶۰۰ نفر کار می‌کنند و در سال ۲۰۱۰ یکی از ۱۰۰ کارفرمای برتر کانادا نام گرفت.